# Boicot a Bud Light de 2023
El boicot a Bud Light de 2023 se refiere a un boicot a los productos de Anheuser-Busch, específicamente a sus productos Bud Light, la principal marca de cerveza en los Estados Unidos, que comenzó en abril de 2023. El boicot comenzó debido a un patrocinio que la compañía realizó con la actriz y personalidad de TikTok Dylan Mulvaney el 1 de abril, que formaba parte de una campaña más amplia para abordar la disminución de las ventas de Bud Light y atraer a audiencias más jóvenes. Mulvaney, una mujer transgénero, promocionó la marca de cerveza Bud Light de la compañía durante March Madness.
El video provocó una reacción negativa de personas anti-trans y conservadores estadounidenses, incluido el cantante Kid Rock, quien ayudó a instigar un boicot contra Bud Light y Anheuser-Busch en general. Varios medios de comunicación, incluidos Los Angeles Times y NBC News, caracterizaron la reacción como «anti-trans». En el mes siguiente al anuncio, las ventas de Bud Light cayeron entre un 11 y un 26%, mientras que las ventas de Anheuser-Busch cayeron alrededor del 1%. En mayo de 2023, las acciones de AB InBev cayeron un 20%, lo suficiente como para que Forbes las clasificara como acciones bajistas, mientras que HSBC redujo las acciones de AB InBev a una retención. CNBC estimó que en mayo las ventas de AB InBev cayeron un 18%. En mayo de 2023, Bud Light perdió su estatus como la cerveza más vendida en Estados Unidos ante Modelo Especial.

## Trasfondo
Dylan Mulvaney es una personalidad estadounidense de las redes sociales conocida por su serie de videos «Days of Girlhood» en TikTok. Mulvaney es una mujer transgénero y ha documentado su transición de género en la serie a partir de marzo de 2022. Sus videos pronto se volvieron virales en TikTok y rápidamente acumuló una gran cantidad de seguidores.
Mulvaney comenzó a ser objeto de importantes críticas y controversias entre los conservadores estadounidenses en octubre de 2022. En ese mes, colaboró con el estilista de género fluido David López en un pódcast para Ulta Beauty; el incidente provocó llamamientos entre los conservadores para un boicot contra la cadena de tiendas de belleza. Más tarde ese mes, entrevistó al presidente estadounidense Joe Biden para la organización de noticias de izquierda centrada en las redes sociales NowThis News. Posteriormente, la entrevista se volvió viral entre los conservadores y Mulvaney comenzó a enfrentar un mayor escrutinio por parte de la derecha estadounidense. Mulvaney fue criticada por varios republicanos de alto perfil y personalidades de derecha, incluidas Marsha Blackburn, Caitlyn Jenner (también una mujer trans) y Marjorie Taylor Greene.

## Patrocinio

### Cambio de marketing en Anheuser-Busch

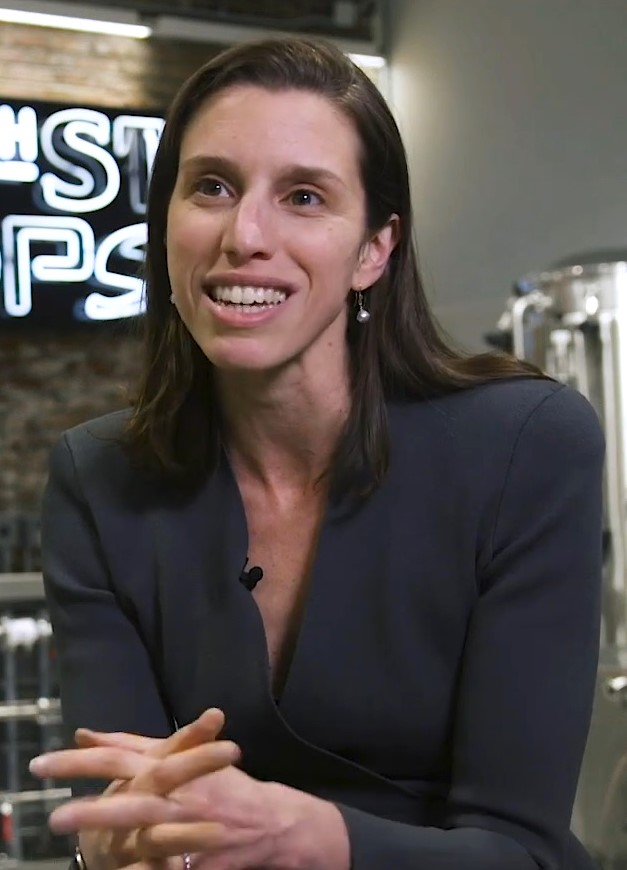
Alissa Heinerscheid en 2019.

En medio de la controversia que siguió, los críticos culparon a la nueva vicepresidenta de mercadotecnia de Bud Light, Alissa Heinerscheid, como responsable del movimiento de la marca. Heinerscheid, quien se convirtió en vicepresidenta de la compañía en julio de 2022, declaró que su objetivo era hacer evolucionar la publicidad de Bud Light para hacerla más inclusiva, y alejarla de su «humor de hermandad estudiantil y falto de tacto». En una entrevista del 23 de marzo de 2023 para Make Yourself at Home, un programa presentado por Kristin Twiford, Heinerscheid declaró:
... esta marca esta en declive. Ha estado en declive durante mucho tiempo. Y si no atraemos a los jóvenes bebedores para que vengan a beber esta marca, no habrá futuro para Bud Light. ... Es como, necesitamos evolucionar y elevar esta marca increíblemente icónica. Y mi ... lo que aporté a eso fue una creencia en, está bien, ¿qué significa evolucionar y elevarse? Significa inclusión. Significa cambiar el tono. Significa tener una campaña que sea verdaderamente inclusiva y se sienta más ligera, más brillante y diferente y que atraiga a mujeres y hombres.

### Patrocinio de Mulvaney
El 1 de abril de 2023, Mulvaney subió un video a su Instagram en el que aparece vestida como el personaje de Audrey Hepburn en Breakfast at Tiffany's. En el video, Mulvaney dice: «So, I kept hearing about this thing called March Madness, and I thought we were all just having a hectic month! But it turns out it has something to do with sports. And I'm not sure exactly which sport, but either way it's a cause to celebrate» («Entonces, seguí escuchando sobre esto llamado March Madness, ¡y pensé que todos estábamos teniendo un mes agitado! Pero resulta que tiene algo que ver con los deportes. Y no estoy segura exactamente de qué deporte, pero de cualquier manera es motivo de celebración»). Luego agregó que Bud Light les estaba dando a los fanáticos la oportunidad de ganar US $ 15,000.

## Boicot
La asociación enfrentó el rechazo de la derecha estadounidense y los grupos anti-trans, quienes pidieron un boicot a Bud Light y su empresa matriz Anheuser-Busch. El escrutinio inmediato se produjo cuando las publicaciones en las redes sociales respondieron al video patrocinado. Según The Washington Post, el anuncio llevó a figuras de los medios de derecha, como Fox News, a referirse a Mulvaney en términos «despectivos y, a menudo, transfóbicos casi una decena de veces durante los próximos tres días».

### A favor del boicot
Se llevó a cabo un boicot y muchos consumidores optaron por no comprar Bud Light ni ningún producto de Anheuser-Busch en bares o tiendas. Muchos comentaristas, políticos y celebridades conservadores que se opusieron a la inclusión de un respaldo transgénero participaron en el boicot. El 3 de abril, el cantante conservador Kid Rock se filmó a sí mismo disparando tres cajas de Bud Light con una ametralladora MP5, mientras usaba un sombrero MAGA, exclamando «Fuck Bud Light and fuck Anheuser-Busch» («A la mierda Bud Light y a la mierda Anheuser-Busch»). Hasta el 6 de mayo, el video había sido visto más de 11 millones de veces.
Otro artista country, Travis Tritt, se unió a Kid Rock para pedir el boicot. Sacó todos los productos de Anheuser-Busch de su próxima gira de conciertos y afirmó que Anheuser-Busch era «[una] gran empresa estadounidense que luego se vendió a los europeos y se volvió irreconocible para el consumidor estadounidense. Qué vergüenza». Poco después se unió a él el músico de rock conservador Ted Nugent, quien llamó a la sociedad entre Dylan Mulvaney y Anheuser-Busch «el epítome de la privación cultural» y prometió «nunca permitir que ningún producto de Anheuser-Busch se acerque a mi mundo» y también aplaudió a Kid Rock por llamar al boicot. John Rich, un cantautor de música country, anunció que ya no vendería productos de Anheuser-Busch en su bar de Nashville.
Videos en TikTok y Twitter de personas rompiendo, tirando y pasando por encima de botellas de Bud Light circularon por Internet. Se hicieron varias amenazas a las fábricas de Anheuser-Busch durante el boicot, incluidas varias amenazas de bomba que obligaron a cerrar ciertas fábricas.
Después de que Anheuser-Busch intentara distanciarse de Mulvaney en respuesta, los miembros de la comunidad LGBT comenzaron su propio boicot a la empresa, liderado por varios bares gay prominentes en Chicago.

### En contra del boicot
En respuesta al boicot, la personalidad de radio Howard Stern cuestionó la reacción negativa contra Mulvaney y le hizo una pregunta a Kid Rock en su programa de radio en Sirius XM: «¿Por qué estás tan molesto por esto? ¿Cómo es doloroso?». El músico de country Zach Bryan citó la canción de Tritt «It's a Great Day to Be Alive» en su condena de la reacción negativa de los otros artistas, diciendo: «Creo que insultar a las personas transgénero está completamente mal porque vivimos en un país donde todos podemos ser quienes queremos ser. Es un gran día para estar vivo, pensé». Garth Brooks compartió que su bar continuaría sirviendo productos Bud Light y que creía en la «inclusividad» y la «diversidad». El cantautor Jason Isbell respondió directamente a los tuits de Kid Rock, compartiendo sarcásticamente anuncios anteriores de Coors Light que apoyaban las causas LGBT.
Donald Trump Jr. pidió el fin del boicot en abril de 2023, afirmando que no estaba a favor de «destruir una icónica empresa estadounidense» por «la estupidez de alguien en una campaña de mercadotecnia». Citó además el historial de la empresa de donar más a los políticos conservadores como una razón para poner fin al boicot.

## Respuestas

### Declaraciones de Anheuser-Busch
La respuesta inmediata de Anheuser-Busch al boicot fue la siguiente declaración: «De vez en cuando, producimos latas conmemorativas únicas para fanáticos y personas influyentes de la marca, como Dylan Mulvaney. Esta lata conmemorativa fue un regalo para celebrar un hito personal y no está a la venta al público en general». Citando preocupaciones de seguridad debido a la reacción negativa, Anheuser-Busch canceló todos sus eventos de Budweiser Clydesdales indefinidamente. Un ejecutivo de AB InBev declaró: «Nadie de alto nivel sabía que esto estaba sucediendo». También se alegó que AB InBev pausaría todos los acuerdos de marcadotecnia con influyentes hasta que se pudieran implementar procedimientos de investigación más sólidos. El director ejecutivo de Anheuser-Busch, Brendan Whitworth, emitió la siguiente declaración:
Nunca tuvimos la intención de ser parte de una discusión que divide a la gente. Estamos en el negocio de reunir a la gente para tomar una cerveza. Mi tiempo al servicio de este país me enseñó la importancia de la responsabilidad y los valores sobre los que se fundó Estados Unidos: libertad, trabajo arduo y respeto mutuo. Como director ejecutivo de Anheuser-Busch, me enfoco en construir y proteger nuestra extraordinaria historia y herencia. Me preocupo profundamente por este país, esta empresa, nuestras marcas y nuestros socios. Paso gran parte de mi tiempo viajando por Estados Unidos, escuchando y aprendiendo de nuestros clientes, distribuidores y otros. En el futuro, continuaré trabajando incansablemente para llevar excelentes cervezas a los consumidores de todo el país.
La declaración de Whitworth fue recibida con críticas, ya que ni apoyaba directamente a Mulvaney ni desaprobaba el anuncio.
El 17 de abril de 2023, en respuesta al boicot, Anheuser-Busch lanzó una campaña publicitaria revisada que presentaba los caballos Clydesdale emblemáticos de la empresa en el contexto de paisajes rurales de pequeñas ciudades estadounidenses. El 21 de abril, Anheuser-Busch emitió un comunicado de que Heinerscheid, que se había ausentado desde que comenzó la controversia, sería destituida de su cargo de vicepresidenta y reemplazada por su vicepresidente de mercadotecnia global, Todd Allen, conocido por liderar el impulso para permitir la venta de alcohol en la Copa Mundial de Fútbol de 2022 en Catar. La compañía también contrató a dos grupos de consultores políticos conservadores con sede en Washington D. C. para asesorar a la marca en el futuro. Un segundo ejecutivo, Daniel Blake, que era el supervisor de Heinerscheid, también fue suspendido a raíz de la controversia. Un portavoz de Anheuser-Busch le dijo a The Wall Street Journal: «Dadas las circunstancias, Alissa ha decidido tomar una excedencia que apoyamos. Daniel también ha decidido tomarse una excedencia».

### Efecto en las ventas
Según los informes, en la semana que terminó el 8 de abril de 2023, Bud Light experimentó una caída del 11 % en las ventas y una caída del 21 % en la semana que terminó el 15 de abril. A partir del 1 de mayo, las «ventas fuera de las instalaciones» de Bud Light habían caído un 26% desde el inicio del boicot. En una reunión de accionistas el 4 de mayo, el director ejecutivo de Anheuser-Busch InBev, Michel Doukeris, distanció a la empresa de Mulvaney y dijo que «esto era una sola lata, una sola influyente, una sola publicación y no una campaña». Doukeris también dijo que la caída en las ventas «representaría alrededor del 1 por ciento de nuestros volúmenes globales generales para ese período». Doukeris dijo que la empresa aumentaría el apoyo a los mayoristas y triplicaría el presupuesto de publicidad de Bud Light en un intento por recuperar las ventas perdidas.
El 10 de mayo, HSBC rebajó la calificación de las acciones de AB InBev debido a la caída en las ventas. Además, el boicot había comenzado a afectar las ventas de las otras marcas de Anheuser-Busch con un impacto del 11,4% en las ventas de su marca insignia, Budweiser, y una caída del 4,4% en las ventas de Grupo Modelo. Esto se suma a la caída de aproximadamente 21,4% en las ventas de Bud Light. Constellation Brands posee los derechos exclusivos de licencia y distribución de las marcas de Grupo Modelo en los Estados Unidos.
A mediados de mayo, los senadores republicanos Ted Cruz y Marsha Blackburn abrieron una investigación en el Senado sobre la asociación de Anheuser-Busch con Mulvaney, citando como puntos particulares de causa el uso de Mulvaney de la palabra girlhood («niña») en el título de su serie de TikTok, sus referencias a sí misma como niña, y preocupaciones sobre si la asociación tenía la intención de comercializar bebidas alcohólicas para niños.
En respuesta a la supuesta falta de apoyo de Anheuser-Busch a Mulvaney durante el boicot, Human Rights Campaign Foundation rescindió la calificación máxima de la empresa para la igualdad LGBTQ+ en mayo de 2023.
A fines de mayo, los términos «Bud Lighted» y «Bud Lighting» comenzaron a circular en Internet para describir un boicot cuya «estrategia es aplastar el llamado capitalismo arcoíris al tildar a las empresas de woke y llamar a boicotear desde los trajes de baño de género inclusivo de Adidas hasta una campaña de mercadotecnia de The North Face con la drag queen y ambientalista Pattie Gonia».
También a fines de mayo, las acciones de AB InBev cayeron un 20% desde donde estaban antes del boicot y Forbes comenzó a considerarlas acciones bajistas. En total, se eliminaron $ 26 mil millones de su valoración de mercado, ya que la valoración de las acciones de su rival Molson Coors aumentó un 19%. Mientras tanto, HSBC recortó las acciones de AB InBev. El analista de HSBC, Carlos Laboy, explicó el proceso de pensamiento de la decisión: «No está claro cómo ABI revertirá la erosión del volumen y la relevancia de la marca en los EE. UU., y reparará la confianza de los distribuidores, sin cambios de liderazgo».
El volumen de ventas de Bud Light cayó un 29,5% en la semana que finalizó el 20 de mayo. Además del crecimiento de Molson Coors, las ventas de productos propiedad de Boston Beer Company también aumentaron desde que comenzó el boicot. A fines de mayo, AB InBev también duplicó su perspectiva pro-LGBTQ+, donando $200,000 a la Cámara Nacional de Comercio LGBT. La compañía también intentó corregir sus cifras de ventas ofreciendo reembolsos de $15 con la compra de un paquete de 15 y recortando los precios a $3.49 por un paquete de 24.
MarketWatch informó que mayo de 2023 fue el peor mes en la historia de AB InBev, lo que se correlaciona con la venta más grande de acciones de AB InBev debido a una caída general del 17% en las ventas, con Bud Light cayendo en las ventas en un 28%, Budweiser en un 16%, Busch un 12% y Michelob Ultra un 10%. MarketWatch también señaló que el rival de AB InBev, Molson Coors, había visto aumentar drásticamente la venta de sus productos. Al observar un aumento del 16 % en Coors Light, un aumento del 15 % en Miller Lite y Yuengling, una cervecería independiente en colaboración con Molson Coors, las ventas aumentaron un 32 %. CNN calificó el boicot como «una lesión autoinducida que torpedeó las ventas».
El 3 de junio, Brayden King, profesor de administración y organizaciones, concedió una entrevista a CNBC calificando el boicot de Bud Light como un caso atípico en el ataque de la derecha contra el «capitalismo woke» porque es el primero en dañar las ventas de la compañía. King estudió 133 boicots políticos entre 1990 y 2005 y ninguno de ellos representó más de un 1 % de caída en las ventas de una empresa; el boicot a Bud Light resultó en una caída estimada del 18 % en todas las ventas de AB InBev. CNBC también predijo que el boicot solo se fortalecería cuando comenzara el Mes del Orgullo de junio, y esperaba que las acciones de Molson Coors continuaran subiendo. También el 3 de junio, Bud Light estrenó una serie de anuncios durante el primer juego de las Finales de la Copa Stanley de 2023 que se basaron en anuncios «machos» que «gritaban masculinidad» centrados en la compañía que lanzó una serie limitada de latas asociadas con Harley-Davidson.
El expresidente de ventas y distribución de Anheuser-Busch, Anson Frericks, señaló que si el boicot sigue siendo fuerte durante otro mes, los minoristas no tendrán más remedio que comenzar a reasignar su espacio limitado en los estantes basándose en los datos de ventas de los meses anteriores.
Las ventas y las existencias en dificultades, así como una inversión de casi mil millones de dólares en Heineken NV por parte de Bill Gates antes de la controversia, comenzaron a amenazar la posición de AB InBev como el productor y distribuidor de cerveza número 1 en los Estados Unidos. A principios de junio también se informó que Modelo Especial había superado a Bud Light como la cerveza número uno en ventas en Estados Unidos. Forbes informó que AB InBev enfrentaba una caída «permanente» del 15% en sus acciones que no podrían revertir ya que las acciones de la compañía continuaron cayendo.
Durante el segundo trimestre de 2023, las ventas de Bud Light cayeron casi $400 millones de dólares.

### Mulvaney
En junio de 2023, Mulvaney dijo que Bud Light no la apoyó luego de la reacción violenta al anuncio y agregó que:
«desde hace meses, he tenido miedo de salir de mi casa. ... Me han ridiculizado en público. Me han seguido y he sentido una soledad que no le deseo a nadie».
En un comunicado de la compañía, Bud Light no respondió directamente a Mulvaney, pero dijo que siguen «comprometidos con los programas y asociaciones que hemos forjado durante décadas con organizaciones en varias comunidades, incluidas las de la comunidad LGBTQ+».